# Shark Épinay Roller Soccer
Maillots
Les Sharks Épinay Roller Soccer  sont un club de roller soccer français, fondé à Paris en 2008 par Johan Chauliaguet et Jean-Emmanuel Chapartegui, présidé par Éric Biscarat et dont l'équipe première évolue actuellement dans le Championnat de France de roller soccer et est entraînée par Guillaume Guilbert.
Historiquement fondé sous le nom de Paris Roller Soccer Club et issue d'une dissociation avec l'équipe Planet Roller, l'équipe se veut plus proche du football que du Roller. En 2009, afin d'obtenir davantage de stabilité et de reconnaissance, l'équipe s'intègre à l'association Shark Roller Club et choisit de porter le nom du club accueillant l'équipe de Roller Soccer.
Après seulement un an d'expérience et un recrutement ambitieux l'équipe se classe deuxième aux trois compétitions majeures de 2009 :
- Coupe de France de roller soccer 2009 à Épinay-sur-Orge
- Championnat de France de rollersoccer 2009
- Coupe du monde des clubs de roller soccer 2009 à Bruxelles

L'équipe compte aujourd'hui une équipe sénior (2e rang français), une équipe réserve (6e rang français) et une équipe junior (8-14 ans). ou il l'équipe 12 14 ans est arrivée 3e au championnat de France à Marseille